# Benson (Carolina do Norte)
Benson é uma cidade  localizada no estado norte-americano de Carolina do Norte, no Condado de Johnston.

## Demografia
Segundo o censo norte-americano de 2000, a sua população era de 2923 habitantes. 
Em 2006, foi estimada uma população de 3374, um aumento de 451 (15.4%). Já em 2020 o número de habitantes na cidade é de 3843.

## Geografia
De acordo com o United States Census Bureau tem uma área de 
5,5 km², dos quais 5,5 km² cobertos por terra e 0,0 km² cobertos por água. Benson localiza-se a aproximadamente 64 m acima do nível do mar.

## Localidades na vizinhança
O diagrama seguinte representa as localidades num raio de 16 km ao redor de Benson. 